# Alwero
La rivière Alwero, également connue sous l'appellation de Aloru, Aluoro et Alwero, est une rivière du woreda d'Abobo dans la région de Gambela, en Éthiopie. Il coule à travers le parc national de Gambela et à travers les zones humides dans la rivière Openo/Baro. 
Les terres potentielles pour le développement de l'irrigation dans la région de Gambela, où la présente étude a été menée, sont estimées à 500 000 ha. La région compte un certain nombre de rivières pérennes, notamment Baro, Alwero, Gillo et Akobo, qui peuvent être utilisées comme source potentielle d'eau d'irrigation. En fait, cette étude a été initiée et réalisée pour évaluer l'aptitude physique des terres à l'irrigation dans la zone inférieure du fleuve Alwero à Abobo, zone Anywaa de la région de Gambella,,.